# Lysgård
Lysgård är en ort i Danmark.  Den ligger i Viborgs kommun och Region Mittjylland. Antalet invånare är 87. Närmaste större samhälle är Viborg, 12 km norr om Lysgård. 